# خليج ساغامي
خليج ساغامي (باليابانية: 相模湾) هو خليج يقع في جنوب محافظة كاناغاوا، في هونشو وسط اليابان. وهو يتمحور في نطاق شبه جزيرة ميورا،  ويقابل كاناغاوا من جهة الشرق، و شبه جزيرة إزو في محافظة شيزوؤكا من الغرب، وسواحل شونان من الشمال، بينما تغطي جزيرة إيزو أوشيما الرقعة الممتدة جنوباً للخليج. وهو يقع على بعد 40 متر تقريباً من جنوب غرب العاصمة طوكيو. من بين المدن التي تتربع على الخليج: أوداوارا، تشيغاساكي، فوجيساوا، هيراتسوكا، إتو، و كاماكورا 

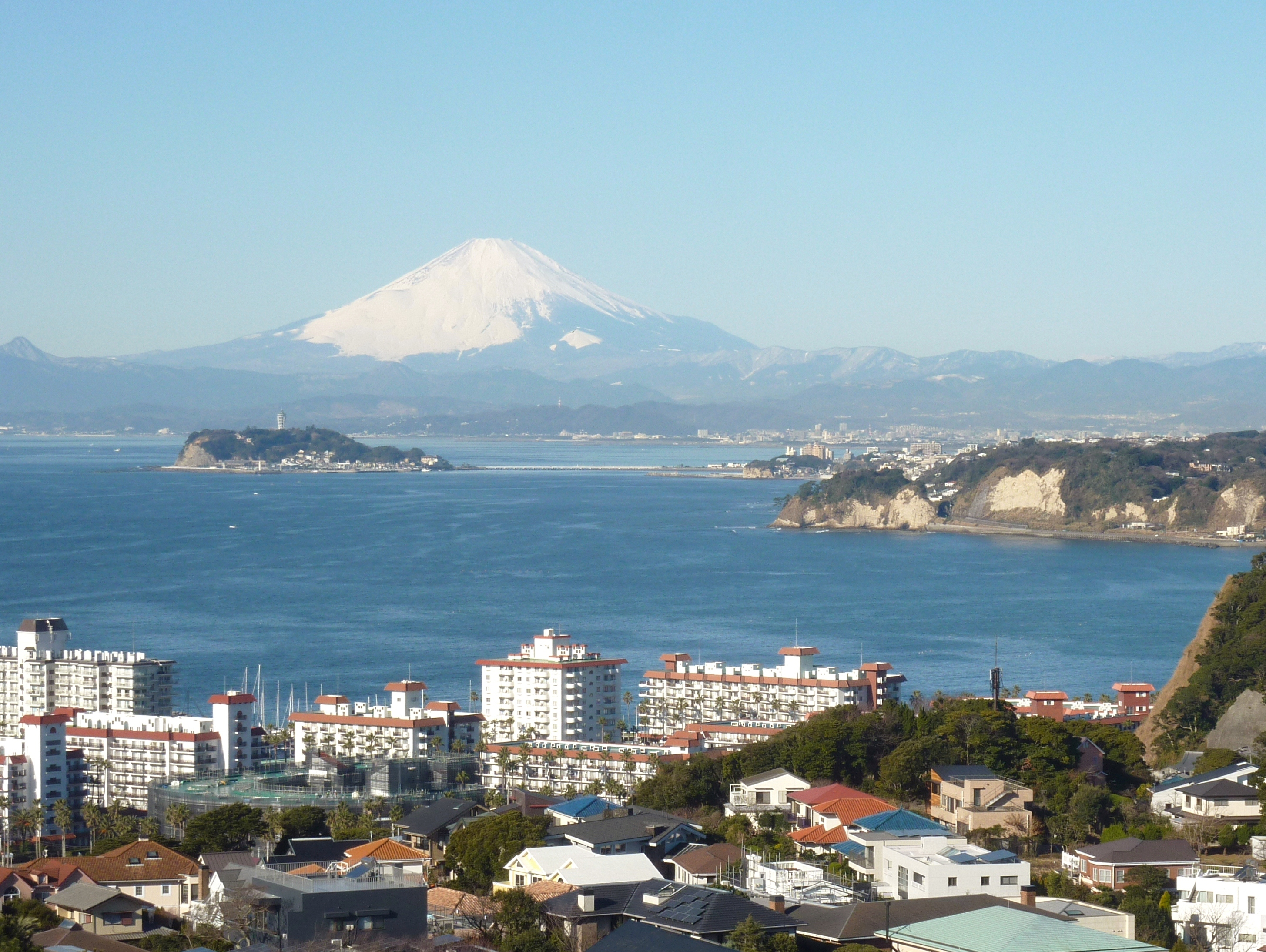